# Гламорган
Гламорган, (валійськ. Morgannwg) три графства південного Уельсу — Середній Гламорган, Південний Гламорган і Західний Гламорган — створені в 1974 з колишнього графства Гламорганшир. Усі вони розташовані на Бристольському каналі, адміністративний центр Середнього і Південного Гламоргану — Кардіфф, Західного Гламоргана — Свонсі. Середній Гламорган, що займає невелику частину колишнього графства Монмаутшир на сході, включає вуглевидобувні міста Абердар, Мертир Тайдфіл і Ронда в долинах, гори складають північну частину графства; площа 1019 км²; населення 526500 (1991). У Південному Гламоргані в родючій долині сіють зерно і вирощують худобу у Вейл оф Гламорган, міста: Кардіфф, Пенарт, Баррі; площа 416 км²; населення 383300 (1991); Західний Гламорган містить Свонсі з мідним і гальванічним виробництвом, Маргам з великими сталепрокатними заводами, Порт Тальбот і Ніт; площа 815 км²; населення 357500 (1991).